# حسن الیامی
حسن الیامی (عربی: الحسن اليامي)؛ زادهٔ ۲۱ اوت ۱۹۷۲ یک بازیکن فوتبال بازنشسته اهل عربستان سعودی است. که به عنوان مهاجم برای باشگاه‌های نجران و الاتحاد بازی می‌کرد.

## تیم ملی
وی همچنین در تیم ملی فوتبال عربستان سعودی بازی کرده، و عضو این تیم در جام جهانی فوتبال ۲۰۰۲ بوده است.